# Miguel Rep
Miguel Repiso (San Isidro; 23 de abril de 1961), más conocido como Miguel Rep o Rep, es un dibujante, caricaturista, historietista y humorista gráfico autodidacta argentino.

## Trayectoria
Nació en San Isidro (norte del Gran Buenos Aires). Pasó su infancia en el barrio de Boedo (en la ciudad de Buenos Aires) y publicó su primer dibujo a los 14 años. 
Publica a diario en el matutino Página/12 (Buenos Aires), desde el primer número; realizó colaboraciones dibujadas para la agencia de noticias Télam y tiempo atrás fue conductor de Mundo Rep, por la Televisión Pública (Argentina):

Un programa de entrevistas a solas, en el que Miguel Rep convoca a personalidades con los que dialogará sobre temas que él ha dibujado a lo largo del tiempo: historia argentina, Evita, Borges, el peronismo, los Beatles, Quino, las Malvinas, el vino argentino y la radio.

Realizó colaboraciones para los diarios
El País (España),
La Vanguardia (México),
El Tiempo (de Colombia),
El Telégrafo (de Ecuador) y
Revista Veintitrés (Buenos Aires).

## Libros
Tiene publicados treinta y siete libros, entre los que se destacan: 
- Bellas Artes - Editorial Sudamericana (2004) ISBN 950-07-2530-4
- Gaspar el revolú (1), Buenos Aires, Ediciones de la Flor, (1997) ISBN 950-515-730-4
- Gaspar, el revolú 2, Buenos Aires, Ediciones de la Flor, (1988) ISBN 950-515-737-1
- Crash, bang, Rep... Buenos Aires, Hyspamérica, (1989) ISBN 950-614-836-8
- La grandeza y la chiqueza - Ediciones de la Flor (1995) ISBN 950-515-710-X
- El sexo después de la muerte (y otros placeres) - Ediciones de la Flor (1991) ISBN 950-515-681-2;
- El Zebra, Ed. La Página; ISBN 987-503-004-X;
- Sex Rep, Ed. Puntosur;
- Buenos Aires dibujada - Editorial Sudamericana, 2005;
- Y Rep hizo los Barrios - Editorial Planeta, 2012;
- La Divina Comedia - Editorial Planeta 2016;
- Contratapas - Editorial Sudamericana (2007) ISBN 978-950-07-2817-1;
- Y Rep hizo los barrios. Ed. Página 12, (Bs. As.) (1993). ISBN 987-99361-0-8 Con prólogo de Horacio Verbitsky: "La fundación de Buenos Aires";[2] Reeditado por Editorial Sudamericana, (2005) ISBN 950-07-2631-9;
- Auxilio, vamos a nacer (1993-2008);
- Postales, Editorial Planeta (1993) ISBN 950-742-410-5;
- Platinum Plus (dibujos sobre esa gente), Página/12, (1998) ISBN 987-503-114-3;
- Rep...! (1985);
- Rep para todos (2009)
- Don Quijote de la Mancha, Editorial Castalia, Madrid, España, 2009;
- 200 años de Peronismo (biografía no autorizada de la Argentina), Editorial Planeta,(mayo de 2010) ISBN 978-950-49-2305-3;[3]
- Vino Rep, Fondo Vitivinícola Mendoza, Editorial Planeta, 2016

"Rep es sin duda el dibujante más original que ha producido la  Argentina en los últimos años. Hasta su aparición todos habíamos llegado a este oficio con nuestros papeles aburridamente en regla: hijo de Oski: sobrino de Divito; nieto de Lino Palacio; ahijado de Hugo Pratt. Él no. Rep exhibe extrañas cartas de identidad que lo muestran primo de García Lorca, hermano de Edvard Munch, compadre de Boris Vian y yerno de Cátulo Castillo. Tal vez por eso su línea es una curiosa lombriz que se adentra bajo la tierra de este cautivante Planeta Rep, tratando de descubrir su propio origen como una pregunta que se interroga continuamente a sí misma. Y, a fin de cuentas, eso no es otra cosa que la raíz de la poesía." 
QUINO

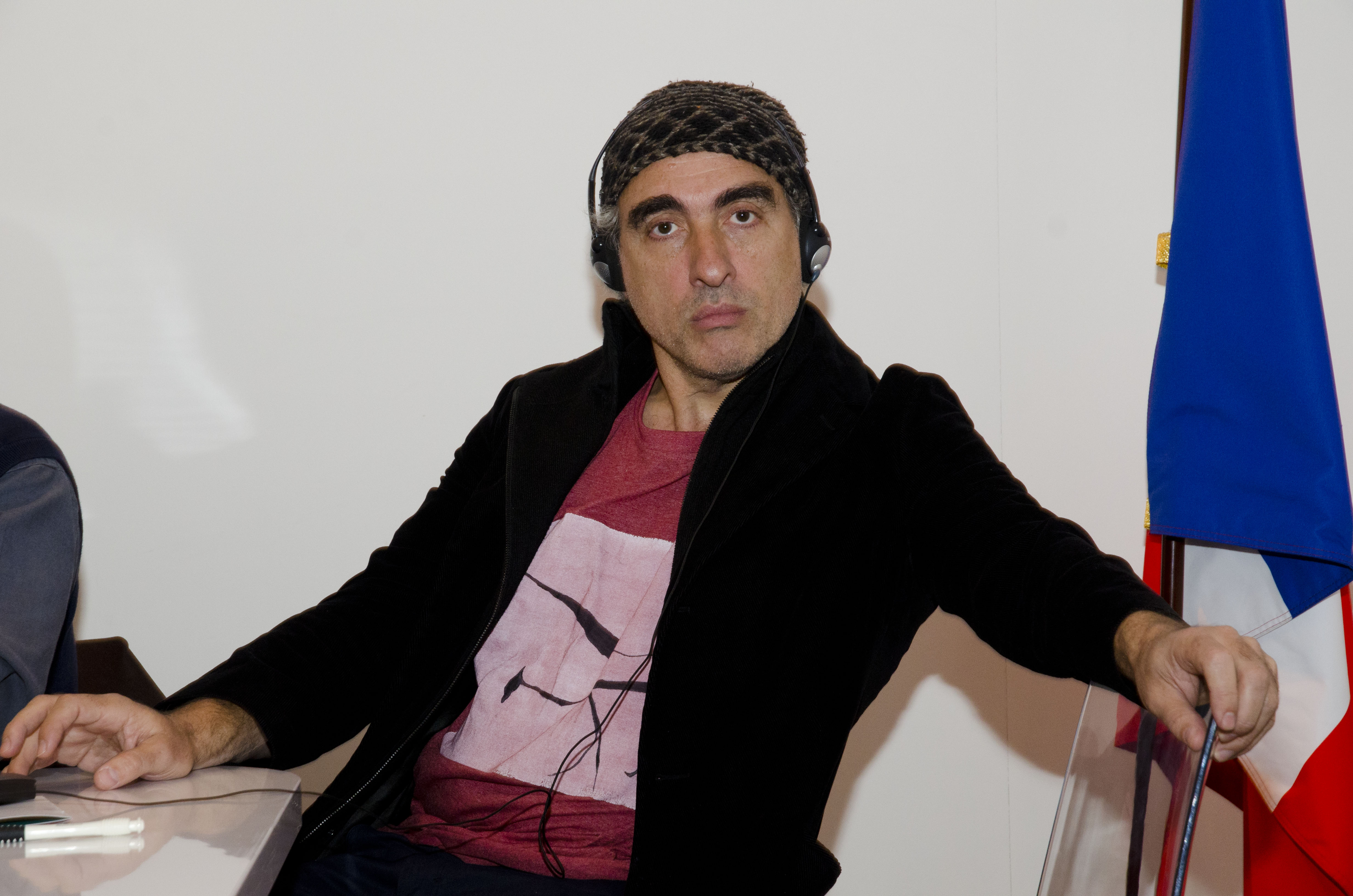
Miguel Rep en Salón del Libro de París.

Sus trabajos u opiniones también figuran en libros de otros autores:
- Cuentos y fábulas, de Jorge Timosi: Buenos Aires, Del Nuevo Extremo, (2006) ISBN 978-987-609-020-9
- Llamada internacional, de Osvaldo Soriano: Buenos Aires, La Página, (2007) ISBN 978-987-503-438-9
- Curiosidades del planeta Tierra, de Leonardo Moledo: Buenos Aires, Sudamericana, (2007) ISBN 950-07-1323-3
- Puertas entreabiertas: charlas con doce grandes artistas argentinos, de Alberto Catena: Buenos Aires; Desde la Gente, Instituto Movilizador de Fondos Cooperativos (2009) ISBN 978-950-860-225-1

Ilustró cinco libros de la colección Para Principiantes: 
- Borges (Era Naciente, 1999, ISBN 987-9065-68-9),
- Kerouac (Era Naciente, 2000, ISBN 987-9065-79-4),
- Gramsci (Era Naciente, 2003, ISBN 987-555-007-8),
- Bukowski (Era Naciente, 2005, ISBN 987-9065-54-9),
- Cortázar (Era Naciente, 2006, ISBN 987-555-040-X),

También una versión de Don Quijote de la Mancha (Página/12), con 260 ilustraciones.
El 3 de noviembre de 2011, en la Casa Rosada, se inauguró Néstor por Todos, una exposición fotográfica junto a la que se presentó un libro con imágenes seleccionadas por la fotógrafa Adriana Lestido; textos de varios autores y 1 dibujo de Rep.

## Exposiciones
Realizó numerosas exposiciones en el país y el exterior, como charlas, talleres y presentaciones. 
- Premio Konex: Humor Gráfico (2002)
- Bellas Artes, Malba, Fundación Costantini (Buenos Aires, 2004)
- Bellas Artes, de las cuevas de Altamira a la pared de Rep, Casa de América (Madrid, 2005);
- Río Rep, Parque de España (Rosario, 2006)
- Premio Konex: Ilustración (2012)

Pintó murales en varias provincias de la Argentina y en Caracas, Montevideo, Santo Domingo, México DF, (( Minneapolis))La Habana, Madrid, Barcelona, Zaragoza, en la Feria del Libro de Frankfurt y en la Bienal de Arquitectura de Venecia 2012.

## Premios
Obtuvo numerosos premios nacionales e internacionales como
- Primer Premio del Concurso Fin de Siglo del Instituto de Cooperación Iberoamericana (ICI) (Buenos Aires - Madrid);
- Fine Work (1982)
- ExcellenCE Prize (1985) del concurso de humor The Yomiuri Shimbun, Tokio.
- Galardones en Cuba y
- de la Universidad de Lérida, Cataluña, España, (2007).[4]

En septiembre de 2009 fue designado Personalidad Destacada de la Cultura de Buenos Aires por la Legislatura de la Ciudad.
Fue el encargado de decorar el mural del Pabellón Argentino en la Feria del Libro de Frankfurt 2010.

## Radio
A mitad de la década de 1990 colaboró en radio con el programa "Rompecabezas", que conducía Jorge Lanata.
Condujo el programa de radio El holograma y la anchoa.

## Otras actividades
También realizó portadas de discos (Blue Note), libros de Adrian Paenza, y revistas. Realizó dos libros con el ministro de la Corte Suprema argentina Raúl Zaffaroni: La Cuestión Criminal, y La Pachamama y lo humano.
Participa con sus dibujos en programas de TV, como el de filosofía de José Pablo Feinmann en Canal Encuentro. En 2012 salió al aire su programa sobre arte latinoamericano Arte Rep, por Canal Encuentro.